# Irixoa
Irixoa là một đô thị trong tỉnh A Coruña, Galicia, Tây Ban Nha. Dân số 1492 (Spanish 2012 Census), diện tích là 68,6 km².